# São Romão de Arões
São Romão de Arões is een plaats (freguesia) in de Portugese gemeente Fafe en telt 3258 inwoners (2001).

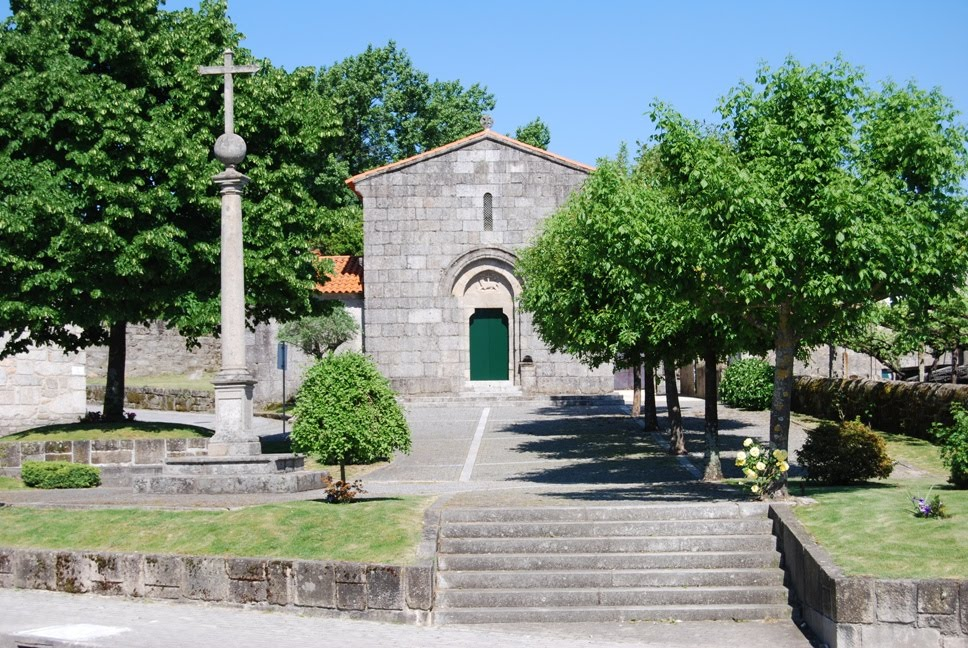
Kerk van São Romão de Arões

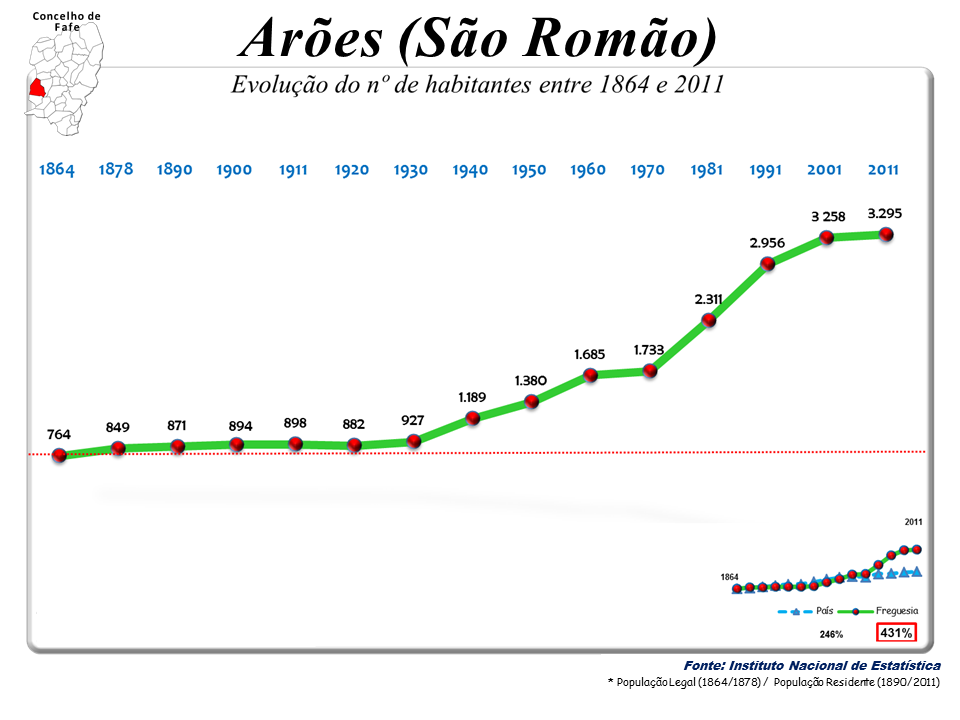
Bevolkingsontwikkeling tussen 1864 en 2011